# Quyền LGBT ở Costa Rica
Quyền của người đồng tính nữ, đồng tính nam, song tính và chuyển giới (LGBT) ở Costa Rica mở rộng đáng kể trong những thập kỷ qua. Quan hệ tình dục đồng giới là hợp pháp từ năm 1971. Vào tháng 1 năm 2018, Tòa án Nhân quyền liên Mỹ đưa ra bắt buộc phê duyệt hôn nhân đồng giới, nhận con nuôi đối với các cặp đồng tính và xóa giới tính của mọi người khỏi tất cả thẻ căn cước của Costa Rica được cấp kể từ tháng 10 năm 2018. Chính phủ Costa Rica thông báo rằng họ sẽ áp dụng phán quyết trong những tháng tiếp theo. Vào tháng 8 năm 2018, Tòa án Tối cao Costa Rica đưa ra phán quyết bác bỏ lệnh cấm hôn nhân đồng giới của nước này và cho Quốc hội Lập pháp 18 tháng để cải cách luật cho phù hợp, nếu không lệnh cấm sẽ tự động bị bãi bỏ. Hôn nhân đồng giới trở thành hợp pháp vào ngày 26 tháng 5 năm 2020.
Tổ chức Theo dõi Nhân quyền mô tả Costa Rica là "[đã] cam kết thực hiện các quyền [bình đẳng] và là "nguồn cảm hứng cho các quốc gia khác [ở Trung Mỹ]". Phân biệt đối xử dựa trên xu hướng tính dục bị cấm trong việc làm và các lĩnh vực khác, và người chuyển giới được phép thay đổi giới tính hợp pháp của mình trên các giấy tờ tùy thân chính thức để phản ánh bản dạng giới của họ, bao gồm bằng lái xe, hộ chiếu và thẻ căn cước.

## Bảng tóm tắt
| Hoạt động tình dục đồng giới hợp pháp                                                                                       | (Từ năm 1971)                                                                              |
| Độ tuổi đồng ý | (Từ năm 2002)                                                                              |
| Luật chống phân biệt đối xử trong việc làm                                                                                  | (Từ năm 1998)                                                                              |
| Luật chống phân biệt đối xử trong việc cung cấp hàng hóa và dịch vụ                                                         | Yes                                                                                        |
| Luật chống phân biệt đối xử trong tất cả các lĩnh vực khác (bao gồm phân biệt đối xử gián tiếp, ngôn từ kích động thù địch) | Yes                                                                                        |
| Hôn nhân đồng giới | (Từ năm 2020)                                                                              |
| Công nhận các cặp đồng giới                                                                                                 | Yes                                                                                        |
| Nhận con nuôi là con riêng của các cặp đồng giới                                                                            | (Từ năm 2020)                                                                              |
| Nhận con nuôi chung của các cặp đồng giới                                                                                   | (Từ năm 2020)                                                                              |
| Người LGBT được phép phục vụ công khai trong quân đội                                                                       | Không có quân đội (Được phép phục vụ công khai trong phòng thủ dân sự Lực lượng công cộng) |
| Quyền thay đổi giới tính hợp pháp                                                                                           | (Từ năm 2018)                                                                              |
| Tiếp cận IVF cho các cặp đồng tính nữ                                                                                       | Yes                                                                                        |
| Liệu pháp chuyển đổi bị cấm                                                                                                 | No                                                                                         |
| Mang thai hộ thương mại cho các cặp đồng tính nam                                                                           | No                                                                                         |
| NQHN được phép hiến máu | (Từ năm 2007)                                                                              |